# Tage Andersen (tegner)
 For alternative betydninger, se Tage Andersen. (Se også artikler, som begynder med Tage Andersen)
Tage Andersen (født 17. maj 1922 i Skødstrup, død 18. april 1981) var en dansk tegner og tegneserieskaber.
Tage Andersen startede den nye tegneserie om Willy på Eventyri 1956. Sammen med tekstforfatteren Aage Grauballe skabte han Willy. Willy gik rundt i verden, men i de senere år fandt serien sted i rummet og endte som en ren Science Fiction-serie.
Tage Andersen sammenlignes ofte med Alex Raymond i sin tegningsstil - og Willy sammenlignes med Blixt Gordon.
Tage Andersen tegnede også omslag til andre tegneserier, for eksempel Skipper Skræk og lavede illustrationer til noveller og romaner i Familiejournalen.
Derudover var han en anerkendt kunstner med en specialitet i skildring af svampe og han optrådte i flere bøger om svampe.